# Mantaro
Mantaro je řeka v centrální části Peru, protékající departementy Junín, Huancavelica a Ayacucho. Je přítokem řeky Apurímac a patří do povodí Amazonky. Vytéká z jezera Junín, ležícího v nadmořské výšce 4 080 m, a překonává převýšení okolo 3 600 m. Měří 724 km od výtoku z jezera po ústí, se započtením nejdelšího přítoku jezera její délka dosahuje 809 km. Název Mantaro znamená v jazyce Ašáninků „ústí řeky“, v kečuánštině je nazývána Hatunmayu („velká řeka“).
Povodí řeky má rozlohu 35 545 km². Průměrný průtok dosahuje 460 m³/s. Hlavními přítoky jsou Cunas, Ichu a Kachimayu. Na řece byly vybudovány přehrady Malpaso a Tablachaca, sloužící k výrobě elektrické energie.
Mantaro protéká městy La Oroya, Jauja a Huancayo. Údolí řeky je hustě zalidněné a patří k nejvýznamnějším zemědělským oblastem Peru. Pěstují se zde brambory, obiloviny, kukuřice, merlík čilský, fazol obecný, mochyně a mučenka. Intenzivní zemědělství využívající pesticidy spolu s hutnickým průmyslem v La Oroyi vedou k zamoření vody těžkými kovy.
V roce 2014 byla vydána studie, podle níž je Mantaro hlavní zdrojnicí Amazonky.
Údolí řeky Mantaro tvoří část území VRAEM (Valle de los Ríos Apurímac, Ene y Mantaro – „údolí řek Apurímac, Ene a Mantaro“), kde operují zbylé jednotky Světlé stezky, proti nimž vede peruánská vláda protiteroristickou operaci.